# كيفن مكمان (موسيقي)
كيفن مكمان (بالإنجليزية: Kevin McMahon)‏ هو موسيقي ومغن مؤلف وكاتب أغاني أمريكي، ولد في 21 سبتمبر 1953 في كليفلاند في الولايات المتحدة.

## وصلات خارجية
- كيفن مكمان على موقع ميوزك برينز (الإنجليزية)
- كيفن مكمان على موقع ديسكوغز (الإنجليزية)